# Tetramethylsilaan
Tetramethylsilaan, vaak afgekort als TMS, is een in de NMR veelgebruikte referentiestof. Zowel in NMR-spectra van waterstof-1 als koolstof-13 wordt deze stof gebruikt. Voor beide gebieden van de NMR geldt dat het signaal van TMS sterk is ten opzichte van de benodigde hoeveelheid stof (12 gelijke waterstof-kernen, 4 gelijke koolstof-kernen) waardoor slechts een kleine hoeveelheid voldoende is voor een goed herkenbaar signaal. Bovendien ligt voor beide toepassingen het signaal dicht bij, maar toch net buiten het doorgaans relevante meetgebied. Naast het gebruik als referentiestof wordt TMS ook toegepast als controle op de koppeling tussen het gebruikte magneetveld en de gebruikte radiofrequentie in de NMR (lock).

## Synthese
Tetramethylsilaan is voor de chemische industrie vooral een bijproduct van de synthese van de minder methylgesubstitueerde chloormethylsilanen. In de directe reactie van chloormethaan met elementair silicium ontstaan de verschillende methylchloorsilanen. Loopt de reactie iets te ver dan ontstaat TMS.